# Deutsche Volleyball-Bundesliga 1983/84 (Männer)
Die Saison 1983/84 der Volleyball-Bundesliga war die zehnte Ausgabe dieses Wettbewerbs. Der USC Gießen wurde zum dritten Mal in Folge Deutscher Meister. Norderstedt und Frankfurt mussten absteigen.

## Mannschaften
In dieser Saison spielten folgende zehn Mannschaften in der Bundesliga:
- SC Fortuna Bonn
- SSF Bonn
- Orplid Frankfurt
- USC Gießen
- Hamburger SV
- TuS 04 Leverkusen
- TSV 1860 München
- 1. SC Norderstedt
- VBC Paderborn
- VC Passau

## Tabelle
|     | Verein       | Punkte | Sätze |
| --- | ------------ | ------ | ----- |
| 1.  | Gießen       | 32:4   | 50:14 |
| 2.  | Hamburg      | 30:6   | 48:19 |
| 3.  | Paderborn    | 24:12  | 41:24 |
| 4.  | München      | 18:18  | 38:37 |
| 5.  | Passau       | 16:20  | 34:36 |
| 6.  | Fortuna Bonn | 14:22  | 30:42 |
| 7.  | Leverkusen   | 14:22  | 25:42 |
| 8.  | SSF Bonn     | 12:24  | 30:42 |
| 9.  | Norderstedt  | 10:26  | 27:45 |
| 10. | Frankfurt    | 10:26  | 23:45 |